# Križe (Novo Mesto, Slovenija)
Križe je naselje u slovenskoj Općini Novom Mestu. Križe se nalazi u pokrajini Dolenjskoj i statističkoj regiji Jugoistočnoj Sloveniji. 

## Stanovništvo
Prema popisu stanovništva iz 2002. godine naselje je imalo 88 stanovnika.